# یوری شاپورین

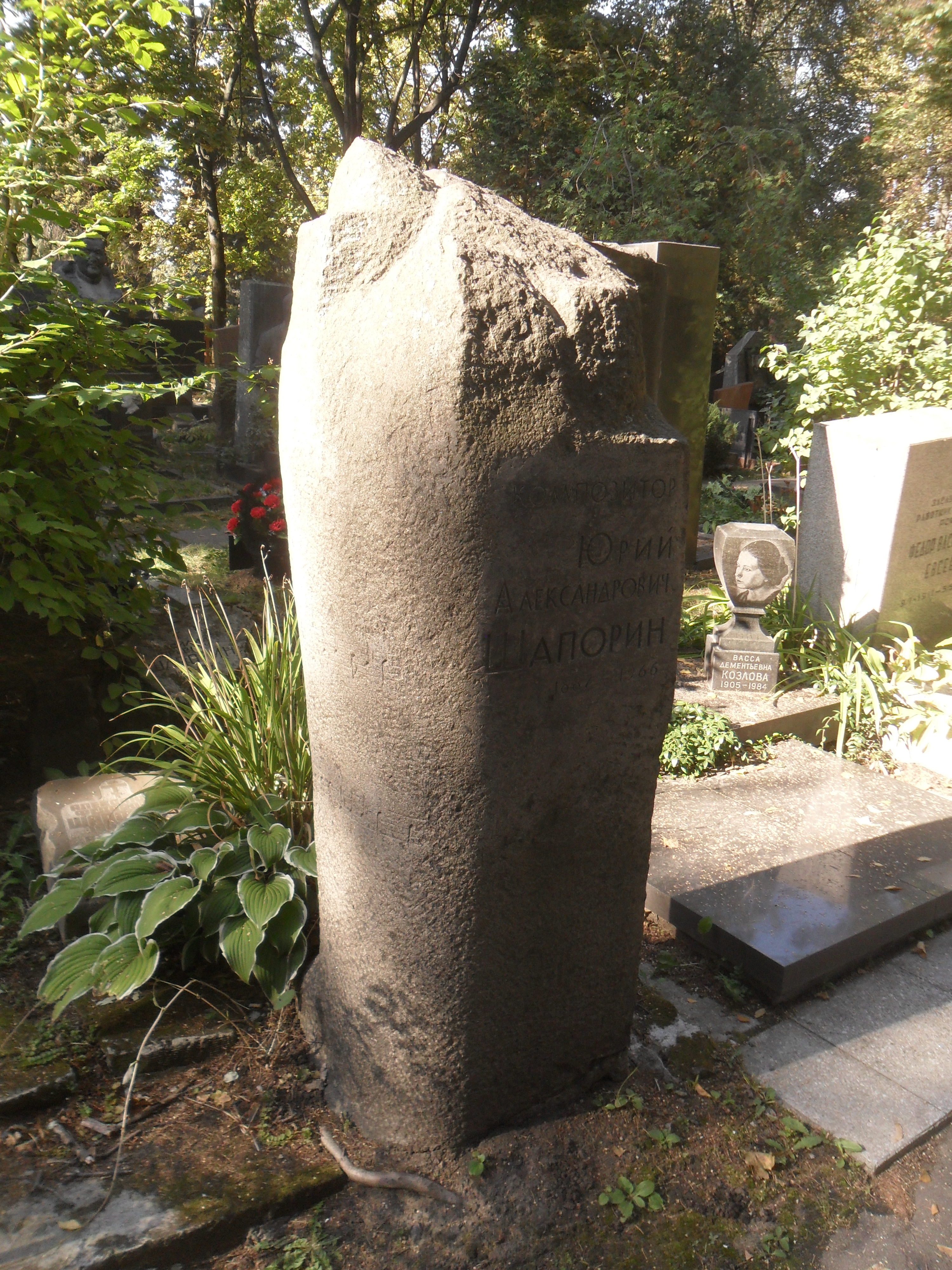
سنگ قبر یوری الکساندروویچ شاپورین

یوری الکساندروویچ شاپورین (روسی: Шапорин, Юрий Александрович؛ ۸ نوامبر ۱۸۸۷ – ۹ دسامبر ۱۹۶۶) یک آهنگساز، رهبر ارکستر، و مدرس موسیقی اهل اوکراین بود.

شاپورین، فرزند یک نقاش، در اواخر عمر به موسیقی روی آورد. او ابتدا در کی‌یف به تحصیل در رشته لغت‌شناسی پرداخت و همزمان اولین درس‌های آهنگسازی خود را نیز فرا گرفت. از سال ۱۹۰۸ تا ۱۹۱۲ در سنت پترزبورگ در رشته حقوق تحصیل کرد. پس از سال ۱۹۱۳، او تحصیل آهنگسازی را در کنسرواتوار سن پترزبورگ نزد نیکولای سوکولوف، ماکسیمیلیان استاینبرگ و نیکولای چیریپنین آغاز کرد و در سال ۱۹۱۸ آن را به پایان رساند. پس از آن، او عمدتاً به عنوان رهبر ارکستر تئاتر در لنینگراد مشغول به کار شد. در سال ۱۹۳۶ به مسکو نقل مکان کرد و در سال ۱۹۳۹ استاد آهنگسازی در کنسرواتوار دولتی چایکوفسکی مسکو شد. شاگردان او عبارتند از یوگنی سوتلانوف، رادیون شچدرین، آندری ولکونسکی و آندری بابایف. او از بدو تأسیس اتحادیه آهنگسازان شوروی، در آن بسیار فعال بود. شاپورین سه بار جایزه استالین و یک‌بار نشان لنین را دریافت کرد و برندهٔ جایزه هنرمند مردمی اتحاد جماهیر شوروی برگزیده شد.

## گزیدهٔ فیلم‌شناسی
- سوورف (۱۹۴۱)
- مینین و پوژارسکی (۱۹۳۹)
- پیروزی (۱۹۳۸)